# 大母山站
大母山站（：／ Daemosan-ipgu yeok */?）是水仁·盆唐線沿線的一座地下車站，位於韓國首爾特別市江南區逸院2洞。本站雖然以大母山命名，但實際上與該處有相當距離，反而逸院站較接近大母山入口。

## 車站結構
站體為2面2線側式月台的地下車站，候車月台設有月台幕門，並有出口共8處。

### 月台配置
| ↑ 開浦洞 |
| \| １    |
| 水西 ↓   |

| 月台 | 路線                   | 目的地                                 |
| ---- | ---------------------- | -------------------------------------- |
| 1    | ●首都圈電鐵水仁·盆唐線 | 水原、器興、竹田、書峴、牡丹、仁川方向 |
| 2    | ●首都圈電鐵水仁·盆唐線 | 往十里、宣陵方向                       |

## 歷史
- 2003年9月3日：落成啟用。

## 車站周邊
- 大母山（朝鲜语：대모산）
- 良才川（朝鲜语：양재천）
- 開院中學
- 首爾貿易會展中心（朝鲜语：서울무역전시컨벤션센터）
- 鶴灘站
- 大厅站

## 圖片

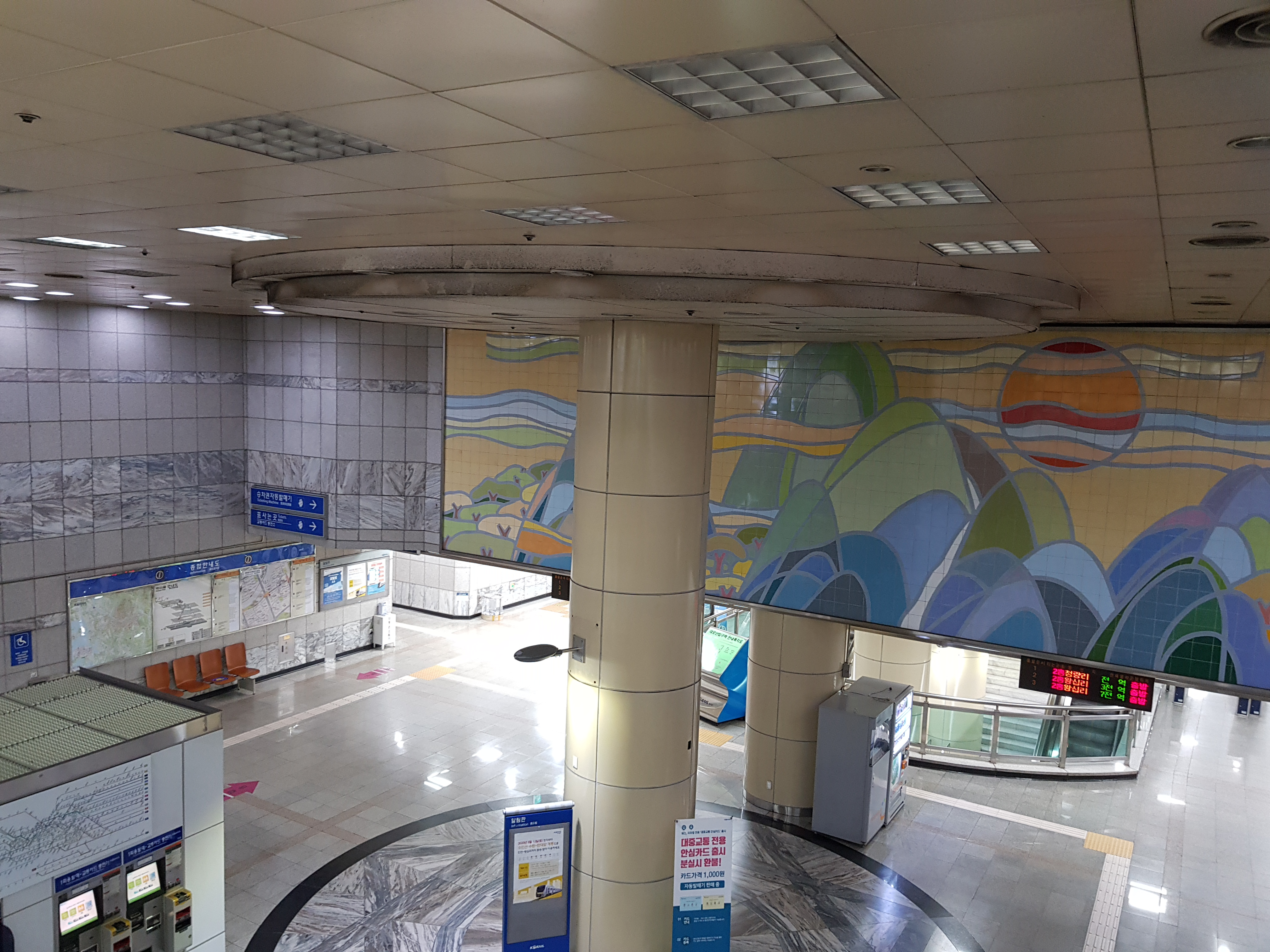
俯視車站大廳
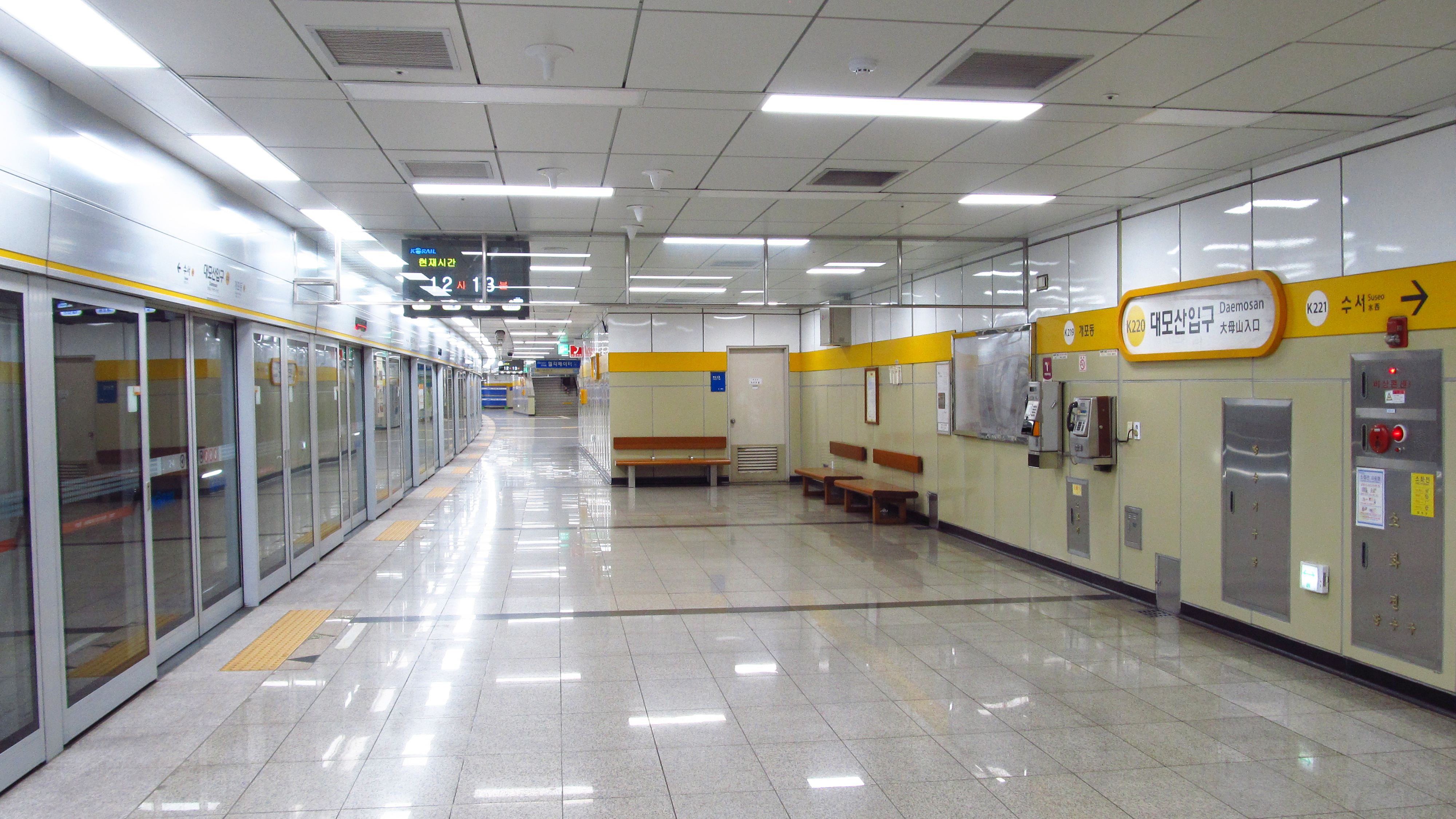
候車月台
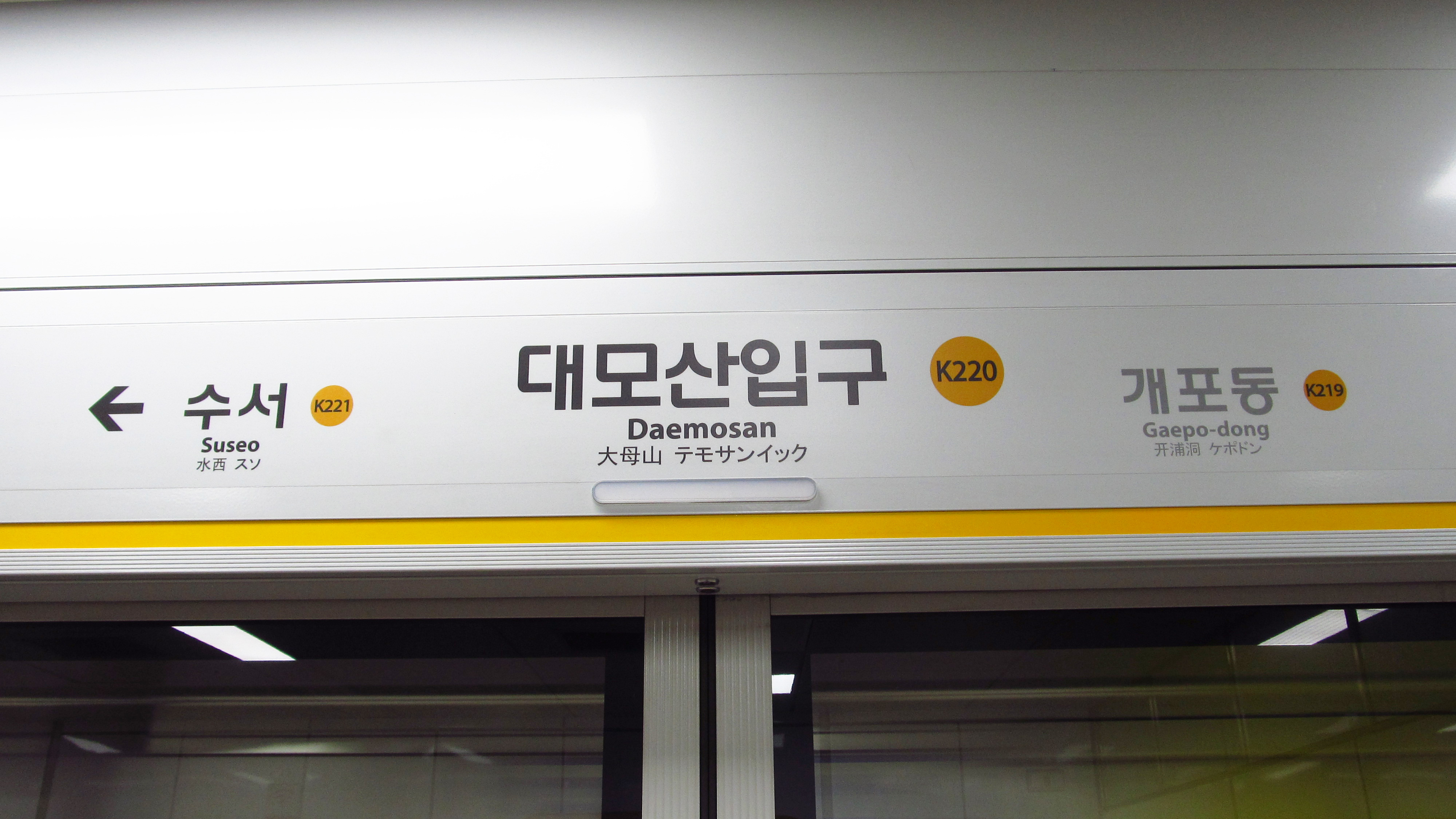
月台門資訊板
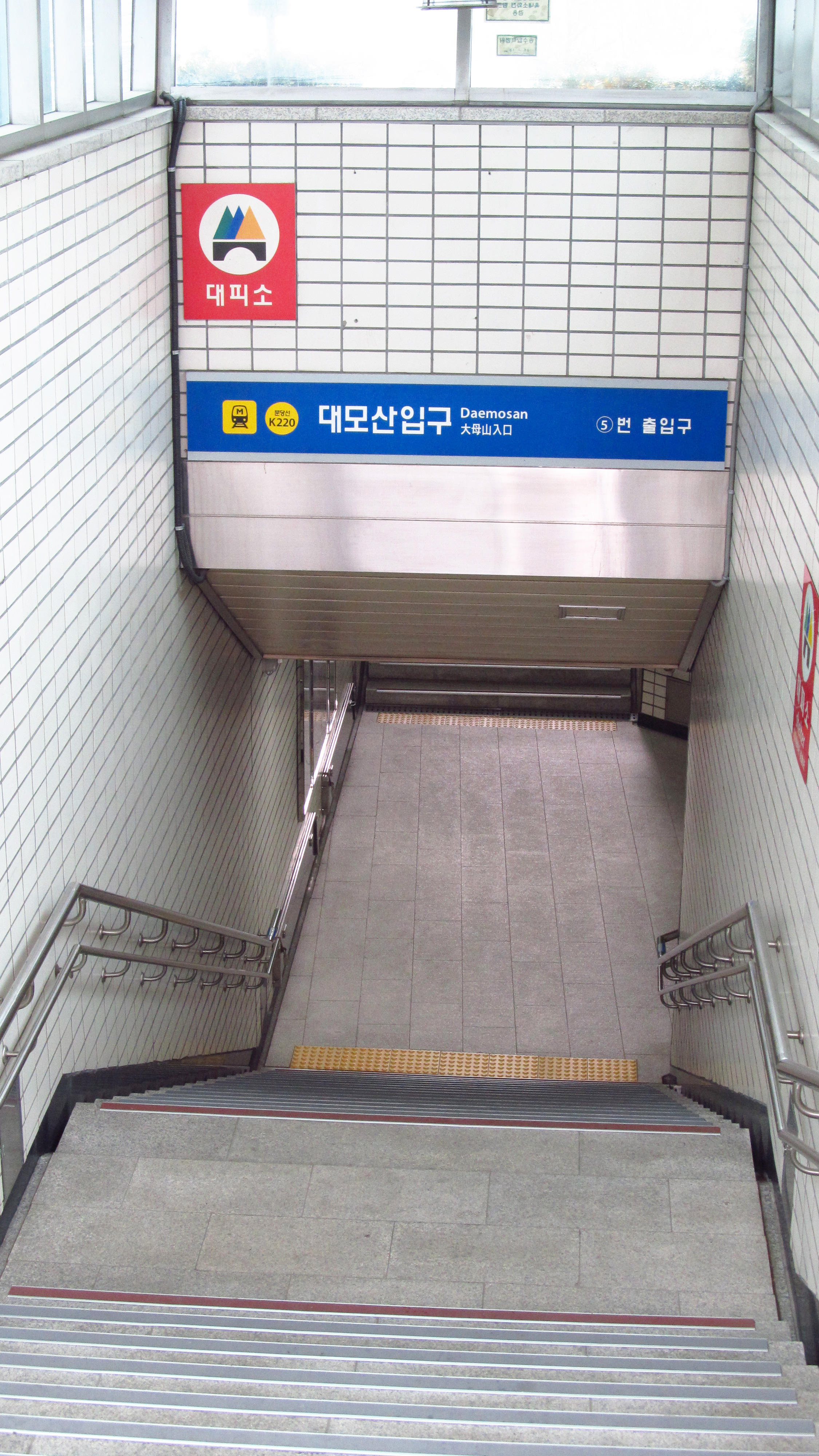
5號出口
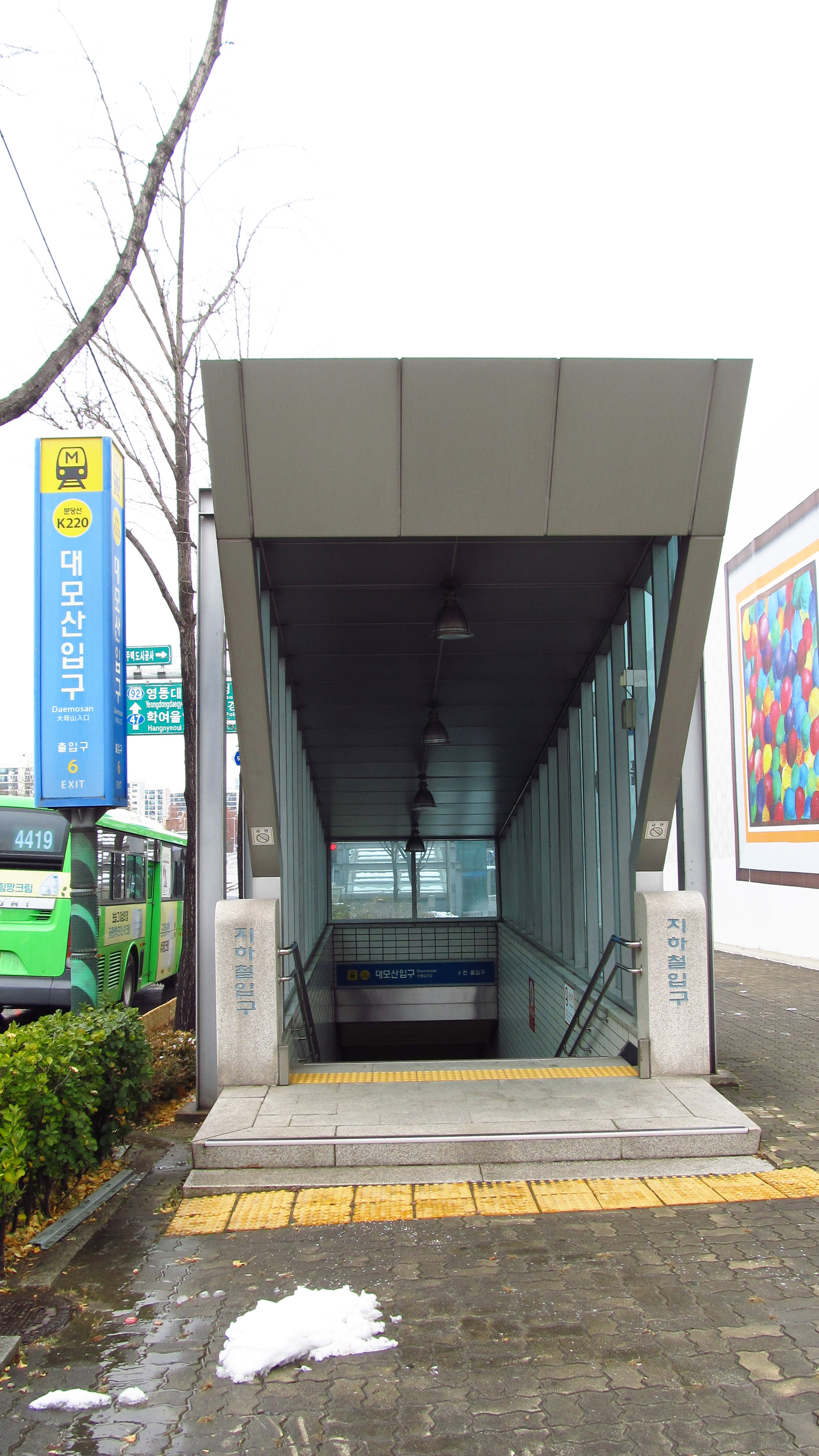
6號出口

## 相鄰車站
韩國鐵道公社
●首都圈電鐵水仁·盆唐線
盆唐急行、緩行
開浦洞（K219）－大母山（K220）－水西（K221）